# Michael Jackson Video Vanguard Award
 (décembre 2023).
Si vous disposez d'ouvrages ou d'articles de référence ou si vous connaissez des sites web de qualité traitant du thème abordé ici, merci de compléter l'article en donnant les références utiles à sa vérifiabilité et en les liant à la section « Notes et références ».
 (décembre 2023).
La mise en forme du texte ne suit pas les recommandations de Wikipédia : il faut le « wikifier ».
Les points d'amélioration suivants sont les cas les plus fréquents. Le détail des points à revoir est peut-être précisé sur la page de discussion.
- Les titres sont pré-formatés par le logiciel. Ils ne sont ni en capitales, ni en gras.
- Le texte ne doit pas être écrit en capitales (les noms de famille non plus), ni en gras, ni en italique, ni en « petit »…
- Le gras n'est utilisé que pour surligner le titre de l'article dans l'introduction, une seule fois.
- L'italique est rarement utilisé : mots en langue étrangère, titres d'œuvres, noms de bateaux, etc.
- Les citations ne sont pas en italique mais en corps de texte normal. Elles sont entourées par des guillemets français : « et ».
- Les listes à puces sont à éviter, des paragraphes rédigés étant largement préférés. Les tableaux sont à réserver à la présentation de données structurées (résultats, etc.).
- Les appels de note de bas de page (petits chiffres en exposant, introduits par l'outil «  Source ») sont à placer entre la fin de phrase et le point final[comme ça].
- Les liens internes (vers d'autres articles de Wikipédia) sont à choisir avec parcimonie. Créez des liens vers des articles approfondissant le sujet. Les termes génériques sans rapport avec le sujet sont à éviter, ainsi que les répétitions de liens vers un même terme.
- Les liens externes sont à placer uniquement dans une section « Liens externes », à la fin de l'article. Ces liens sont à choisir avec parcimonie suivant les règles définies. Si un lien sert de source à l'article, son insertion dans le texte est à faire par les notes de bas de page.
- La présentation des références doit suivre les conventions bibliographiques. Il est recommandé d'utiliser les modèles {{Ouvrage}}, {{Chapitre}}, {{Article}}, {{Lien web}} et/ou {{Bibliographie}}. Le mode d'édition visuel peut mettre en forme automatiquement les références.
- Insérer une infobox (cadre d'informations à droite) n'est pas obligatoire pour parachever la mise en page.

Pour une aide détaillée, merci de consulter Aide:Wikification.
Si vous pensez que ces points ont été résolus, vous pouvez retirer ce bandeau et améliorer la mise en forme d'un autre article.

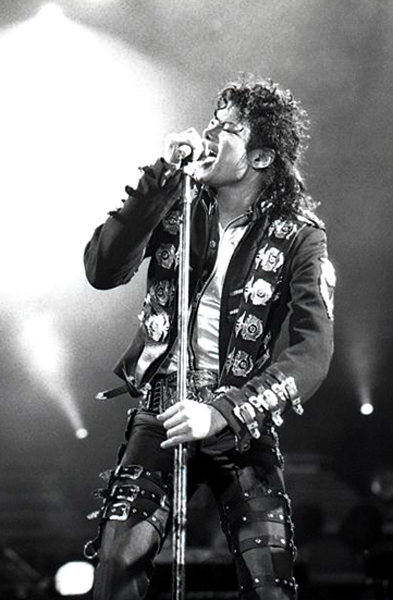
Michael Jackson lors d'un concert du Bad World Tour en 1988.

Le Michael Jackson Video Vanguard Award est un prix américain décerné lors des MTV Video Music Awards aux artistes  qui ont eu un impact important dans le domaine du vidéoclip. Créé en 1984 sous le nom de  « MTV Video Vanguard Award », il adopta son nom actuel en 1991 pour la contribution essentielle et l'influence majeure de Michael Jackson dans l'industrie du vidéoclip.. Le prix n'est pas obligatoirement décerné tous les ans.

## Liste des lauréats
| Année | Artiste               | Notes | Réf    |
| ----- | --------------------- | --- | ------ |
| 1984  | David Bowie           | | [ 1 ]  |
| 1984  | The Beatles           | Richard Lester et les Beatles pour avoir été les premiers à tourner des vidéo-clips. |        |
| 1984  | Richard Lester        | Richard Lester et les Beatles pour avoir été les premiers à tourner des vidéo-clips. |        |
| 1985  | David Byrne           | David Byrne pour son travail avec les Talking Heads. | [ 2 ]  |
| 1985  | Kevin Godley          | |        |
| 1985  | Godley & Creme        | |        |
| 1985  | Russell Mulcahy       | Russell Mulcahy pour avoir été le réalisateur du clip des Buggles Video Killed the Radio Star, le premier diffusé en 1981 sur MTV aux États-Unis. | [ 3 ]  |
| 1986  | Madonna               | |        |
| 1986  | Zbigniew Rybczyński   | | [ 4 ]  |
| 1987  | Peter Gabriel         | |        |
| 1987  | Julien Temple         | |        |
| 1988  | Michael Jackson       | Michael Jackson reçoit un « MTV Video Vanguard Artist of the Decade Award » pour les clips issus des albums Thriller (1982) — surtout Thriller — et Bad (1987). Il transforma les vidéos musicales, auparavant considérées comme de simples outils promotionnels, en de véritables œuvres d'art conçues comme des mini-films (« short films » en anglais) qui révolutionnèrent le genre. |        |
| 1990  | Janet Jackson         | |        |
| 1991  | Bon Jovi              | |        |
| 1991  | Wayne Isham (en)      | |        |
| 1992  | Guns N' Roses         | |        |
| 1994  | Tom Petty             | |        |
| 1994  | The Rolling Stones    | | [ 5 ]  |
| 1995  | R.E.M.                | | [ 6 ]  |
| 1997  | LL Cool J             | LL Cool J est le premier artiste hip-hop à recevoir ce prix. |        |
| 1997  | Mark Romanek          | |        |
| 1998  | Beastie Boys          | | [ 7 ]  |
| 2000  | Red Hot Chili Peppers | |        |
| 2001  | U2                    | | [ 8 ]  |
| 2003  | Duran Duran           | | [ 9 ]  |
| 2006  | Hype Williams         | Donné par Kanye West en l'honneur de son travail de réalisateur. | [ 10 ] |
| 2011  | Britney Spears        | Donné par Lady Gaga en l'honneur de ses clips ayant marqués la pop culture. |        |
| 2013  | Justin Timberlake     | Donné par Jimmy Fallon en l'honneur de l'ensemble de sa carrière. | [ 11 ] |
| 2014  | Beyoncé               | Donné par Blue Ivy et Jay-Z pour son « album visuel » Beyoncé. |        |
| 2015  | Kanye West            | Donné par Taylor Swift en l'honneur de l'ensemble de sa carrière. | [ 12 ] |
| 2016  | Rihanna               | Donné par Drake en l'honneur de l'ensemble de sa carrière. |        |
| 2017  | Pink                  | Donné par Ellen DeGeneres |        |
| 2018  | Jennifer Lopez        | Donné par Shawn Mendes en l'honneur de l'ensemble de sa carrière. | [ 13 ] |
| 2019  | Missy Elliott         | Donné par Cardi B en l'honneur de l'ensemble de sa carrière. |        |
| 2022  | Nicki Minaj           | Donné par ses fans en l'honneur de l'ensemble de sa carrière. |        |
| 2023  | Shakira               | Shakira est la première artiste sud-américaine à recevoir cet honneur. |        |
| 2024  | Katy Perry            | Donné par Orlando Bloom | [ 14 ] |